# Alajos liechtensteini trónörökös
Liechtensteini Alajos (Zürich, 1968. június 11. –) teljes nevén Alois Philip Maria, Rietberg grófja, Liechtenstein trónörököse és régens hercege, II. János Ádám herceg fia.

## Élete
János Ádám liechtensteini trónörökös és Marie Kinsky legidősebb fiaként, II. Ferenc József liechtensteini herceg unokájaként született. Nagyapja 1989-es halálával édesapja örökölte meg Liechtenstein trónját.
Alajos az ebenholzi gimnáziumban tanult, majd a salzburgi egyetemen szerzett jogi diplomát. Járt az Egyesült Királyság Sandhursti Királyi Katonai Akadémiájára.
1996-ig egy londoni könyvvizsgáló irodában dolgozott. Ezután visszatért Vaduzba és a hercegi család vállalkozásait kezeli.
2004-ben II. János Ádám fiára ruházta a kormányzati döntések meghozatalának hatalmát, de továbbra is János Ádám maradt az államfő.
2005. november 27-én a liechtensteini szavazók elutasítottak egy olyan kezdeményezést, amely megtiltja az abortusz elvét a hercegségben. Ehelyett egy kormány által szponzorált ellenjavaslatot ratifikáltak. Alajos kezdetben szimpatizált az ellenzőkkel, ám a szavazáskor semleges lett.
2011-ben Alajos azzal fenyegetett, hogy gyakorolja hercegi vétóját, ha a szavazók jóváhagynak egy közelgő népszavazást az abortusz legalizálására a hercegségben. Ám a szavazók elutasították a javaslatot.
2012-ben sikertelen lett egy népszavazás, amely elvette volna a herceg vétójogát népszavazáson megszavazott ügyek esetében.

### Házassága
1993. július 3-án házasodott össze Bajorországi Zsófiával. Négy gyermekük született:
- József Vencel (1995)
- Mária Karolina hercegnő (1996)
- György herceg (1999)
- Miklós herceg (2000)

## Kitüntetései
- Liechtenstein: A Liechtensteini Hercegség érdemrendjének nagy csillaga
- Ausztria: Arany kitüntetés az Osztrák Köztársaságnak nyújtott szolgáltatásokért
- Hollandia: Vilmos Sándor beiktatási medál (2013)
- Svédország: XVI. Károly Gusztáv király jubileumi emlékérme a 70. születésnapja alkalmából